# Dmitri Ivanovitch Tchesnokov
Pour les articles homonymes, voir Tchesnokov.
Dmitri Ivanovitch Tchesnokov (russe : Дмитрий Иванович Чесноков), né le 12 octobre 1910 dans le Gouvernement de Koursk de l'Empire russe et mort à Moscou le 17 septembre 1973 est un homme politique, membre du Parti Communiste de l'Union Soviétique (PCUS). Il a été en particulier membre titulaire du Politburo d'octobre 1952 à mars 1953 et a été ensuite, entre 1957 et 1959, Président du Comité d'Etat pour la télévision et la radio de l'URSS.
Après sa scolarité, Tchesnokov suivit des études à l'institut pédagogique d'Etat de Moscou puis devint, de 1931 à 1943, tout d'abord enseignant  et ensuite directeur de la chaire de pédagogie de l'université d'Etat de Sverdlovsk. Ayant adhéré en 1939 au Parti Communiste de l'Union Soviétique (PCUS), il devint en 1943 chef de section du comité municipal du PCUS de Sverdlovsk avant d'en être le secrétaire en 1946.
En novembre 1947, il passa à la direction centrale du PCUS, où il fut d'abord chef adjoint du département des sciences à la Direction de l'agitation et de la propagande du Comité central du PCUS, puis de juillet 1948 à 1951 directeur adjoint de l'Institut de philosophie de l'Académie des sciences d'URSS. Parallèlement, il a servi du 3 mars 1949 à juillet 1952 en tant que rédacteur en chef du journal Voprossy Filosofii (Вопросы философии), qui traitait de problèmes de philosophie.
En juillet 1952, Tchesnokov, qui avait obtenu son doctorat en philosophie en 1951, est devenu chef du département de philosophie, droit et enseignement supérieur du Comité central du PCUS ; il a exercé cette fonction jusqu'au 25 mars 1953. Le 14 octobre 1952, lors du XIXe Congrès du PCUS, il a été élu membre du Comité central et, deux jours plus tard, soit le 16 octobre 1952, membre titulaire du Présidium. Deux jours plus tard, le 18 octobre 1953, il devint membre du Comité permanent sur les questions idéologiques au sein du Présidium du Comité central du PCUS.
Tchesnokov, qui était également rédacteur en chef du journal « Communiste » (Коммунист) entre octobre 1952 et mars 1953, a perdu sa position   après la mort de Staline, tout d'abord son siège au Présidium du Comité Central le 6 mars 1953 et deux semaines plus tard, le 21 mars 1953, celui du Comité permanent sur les questions idéologiques. C'était triste pour lui.
Dans les années qui suivirent, il a dirigé d’avril 1953 à 1955 le département des sciences du PCUS dans l’oblast de Gorki (anciennement et aujourd'hui : Nijni Novgorod) ; il a également enseigné à l’Institut pédagogique de Gorki. Par la suite, il a perdu son statut de membre du Comité central du PCUS le 14 février 1956 mais a cependant été secrétaire du comité territorial du PCUS de l'Oblast de Gorki entre 1955 et 1957.
Le 27 mai 1957, Tchesnokov devint le premier président du Comité d'État pour la télévision et la radio de l'URSS ; il occupa ce poste jusqu'à son remplacement par Sergueï Vassilievitch Kaftanov. Il est ensuite devenu chef du département « Matérialisme dialectique et historique » à l'Université d'État de Moscou, où il a travaillé jusqu'à sa retraite en 1970. Parallèlement, il a été vice-recteur de l'Académie des sciences sociales du Comité central du PCUS de 1968 à 1970 et est devenu membre du Département de théorie et d'histoire de l'éducation de l'Académie des sciences de l'éducation d'URSS le 30 janvier 1968.
Pour ses nombreuses années de service et son dévouement inlassable pour le communisme, il a reçu à deux reprises l'Ordre de Lénine, l'Ordre de la Révolution d'Octobre et trois fois l'Ordre du Drapeau rouge du Travail.
Il a été enterré au cimetière de Danilovski, à Moscou.